# 孟祥 (明朝)
孟祥（1422年—？），字廷瑞，山西遼州人，民籍。明朝政治人物。進士出身。

## 生平
山西鄉試第三名。正統十三年（1448年）戊辰科會試第一百二十名，殿試登進士第三甲第三十一名。

## 家族
曾祖孟用。祖父孟成。父亲孟端，曾任癸卯貢士。